# Черкасский, Борис Камбулатович
Борис Камбулатович Черкасский (Хорошай-мурза, кабард.-черк. Къамбулэт икъу Къэрэщей  ум. 25 апреля 1601) — кабардинский служилый князь, московский воевода, боярин (1592), сын великого князя-валия Кабарды Камбулата Идаровича Черкасского (ум. 1589).

## Биография
В 1578 году Хорошай-мурза сопровождал своего отца Камбулата Идаровича в его поездке в Москву. Царь и великий князь Иван Васильевич Грозный принял кабардинских князей с большими почестями. Во время переговоров с русским правительством Камбулат Идарович «бил челом» царю о военной помощи в борьбе против своих противников в Кабарде и восстановлении русской крепости на Сунже. Иван Грозный согласился восстановить крепость и отправить на помощь кабардинским князьям русский отряд. По просьбе Камбулата Идаровича Хорошай-мурза был принят на царскую службу и оставлен в России. Вскоре Хорошай-мурза принял православное крещение и получил имя Борис. Служилый кабардинский князь Борис Камбулатович Черкасский, благодаря своему родству с царицей Марией Темрюковной, второй женой Ивана Грозного, занял высокое положение среди московской знати.
В 1582 году Борис Камбулатович был назначен первым воеводой большого полка в Великом Новгороде, а в 1585 году был переведен на воеводство в Серпухов.
В 1589 году совместно с боярином Степаном Васильевичем Годуновым был первым воеводой в Великом-Новгороде.
В 1591 году во время нашествия на Русь 100-тысячной орды крымского хана Гази Герая князь Борис Камбулатович Черкасский был первым воеводой большого полка в русской рати, сосредоточенной в Туле. Борис Черкасский отличился в боях с крымскими татарами и преследовал отступающего противника от Москвы до Серпухова. За свой вклад в победу над крымцами Борис Камбулатович Черкасский был награждён «золотым корабельником», особым наградным знаком.
В следующем 1592 году князь Борис Камбулатович Черкасский получил боярство. Борис Черкасский пользовался репутацией одного из видных и опытных военачальников. Английский дипломат Флетчер в своих записках «О государстве Русском» писал: «Большим воеводою или генералом бывает теперь, обыкновенно, в случае войны, один из следующих четырёх: князь Федор Иванович Мстиславский, князь [Борис Камбулатович] Черкасский, князь Иван Михайлович Глинский и Трубецкой. Все они знатны родом».
В 1598 году новый царь Борис Федорович Годунов выступил из Москвы в поход против крымского хана Гази Герая. Боярин князь Борис Черкасский по его указу был оставлен при «царице и царевиче водить Москву». На случай вражеской осады царь указал ему быть в Москве первым воеводой «в Новокаменном городе, на Большом посаде».
Ему принадлежали крупные поместья в Московском, Рязанском и Медынском уездах.
Благодаря родству с Романовыми, боярин Борис Камбулатович Черкасский занимал высокое положение при дворе царя Федора Иоанновича (1584—1598). Присутствовал на всех посольских приёмах, а на заседаниях Боярской думы числился первым среди бояр.
После вступления на царский трон Бориса Годунова (1598—1605) боярин Борис Камбулатович Черкасский попал в опалу. Бояре Романовы, родственники Бориса Черкасского, претендовали на царский престол.
По приказу царя-временщика бояре Романовы, обвиненные в измене, были арестованы и вместе с семьями и родственниками отправлены в ссылки. Боярин Федор Никитич Романов, будущий патриарх Филарет, самый старший из братьев, был насильно пострижен в монахи. В 1599 году боярин Борис Черкасский был арестован по обвинению в злоумышлении на жизнь царя Бориса Годунова. Его держали «на цепи и в железах, пытали на дыбе».
Борис Камбулатович Черкасский был вместе с женой Марфой Никитичной и детьми отправлен в ссылку на Белоозеро. Вместе с семьей Бориса Камбулатовича был отправлен в ссылку пятилетний сын Федора Никитича Романова Михаил, родной племянник Черкасского, будущий основатель царской династии Романовых.
25 апреля 1601 года боярин Борис Камбулатович Черкасский скончался в ссылке на Белоозере.

## Семья
Борис Камбулатович Черкасский был женат на Марфе Никитичне Романовой (ум. 28 февраля 1610), дочери боярина Никиты Романовича Захарьина-Юрьева, родной сестре будущего патриарха Филарета Романова. Марфа Никитична Романова была двоюродной сестрой Федора Иоанновича, последнего царя из династии Рюриковичей, и теткой Михаила Федоровича Романова, первого царя из династии Романовых. От брака с Марфой Романовой Борис Черкасский имел сына Ивана и двух дочерей: Ирину и Ксению.
- Иван Борисович Черкасский (ум. 3 апреля 1642) — крупный русский политический деятель, двоюродный брат царя Михаила Фёдоровича Романова (1613—1645). В 1633-1642 годах — фактический руководитель русского правительства.
- Ирина Борисовна Черкасская (ум. 1 марта 1616), жена боярина Федора Ивановича Шереметева (ок. 1570 – 17 февраля 1650).
- Ксения Борисовна Черкасская (ум. 29 ноября 1649), жена боярина Ивана Дмитриевича Колычева.